# Поліметалічні руди
Поліметалічні руди (англ. complex ores; нім. polymetallische Erze n pl, Komplexerze n pl; рос. полиметаллические руды) — природні комплексні мінеральні утворення, які містять низку хімічних елементів, серед яких найціннішими компонентами є свинець і цинк, супутніми — мідь, срібло, золото, олово, стибій, бісмут, іноді індій, ґалій та ін. Вміст цінних компонентів від декількох % до 10 %. Основні мінерали поліметалічних руд: галеніт, сфалерит, халькопірит, пірит, каситерит.  
Основні родовища поліметалічних руд мають гідротермальне походження. Залежно від концентрації рудних мінералів розрізняють суцільні та вкраплені руди. Рудні тіла полиметалевих руд мають різні розміри (від декількох м до км), морфологію (пласто- і лінзоподібні поклади, штоки, жили, гнізда, складні трубоподібні тіла), умови залягання (пологі, круті тощо). 
Приклади родовищ поліметалічних руд: Пайн-Пойнт та Салліван (Канада), Брокен-Гілл (Австралія). В Україні поліметалічні руди знайдено на Донбасі, в Закарпатті та Передкарпатті. 